# رنا تاناکا
 رنا تاناکا (انگلیسی: Rena Tanaka؛ زادهٔ ۲۲ مهٔ ۱۹۸۰) هنرپیشهٔ اهل ژاپن و برندهٔ جایزه آکادمی فیلم ژاپن است. 